# Сочинский округ
Сочинский округ — административно-территориальная единица в составе Черноморской губернии Российской империи, существовавшая в 1896—1920 годах. Административный центр — посад Сочи.

## География
Округ располагался на юг-востоке губернии, занимая территорию между Главным Кавказским хребтом и Чёрным морем. Граничил на севере с Туапсинским округом, на юге с Сухумским округом Кутаисской губернии, на востоке с Майкопским отделом Кубанской области. Площадь округа - 3 935,0 вёрст² (4 478 км²).

### Современное состояние
На территории бывшего Сочинского округа располагается муниципальное образование «Город-курорт Сочи» Краснодарского края.

## История
Сочинский округ образован в 1896 году в составе вновь образованной Черноморской губернии, в него вошла территория бывшего Сочинского участка Черноморского округа Кубанской области.
В 1904 году в состав округа вошла территория вдоль побережья Чёрного моря до Гагры.
11 мая 1920 года Черноморская губерния и все её округа были ликвидированы, на территории Сочинского округа образованы Адлерская, Лазаревская и Сочинская волости Черноморского округа Кубано-Черноморской области, Гагрская волость вошла в состав Сухумского округа Грузии.

## Население
По данным переписи 1897 года в округе проживало 13 519 человек, в том числе мужчин — 8 147 чел. (60,3 %), женщин — 5 372 человек (39,7 %). В посаде Сочи проживало 1 352 человек.

## Административное деление
В 1913 году в округе было 15 волостных управлений: 
| - Адлерское — с. Адлер, - Аибгское — с. Аибга, - Ахштырь — с. Ахштырь, - Веселовское — с. Весёлое, - Волковское — с. Волковка, - Высоковское — с. Высокое, - Кичмайское — д. Кичмай, - Красно-Александровское — с. Красно-Александровское, | - Красно-Полянское — с. Красная Поляна, - Лазаревское — с. Лазаревское, - Леснянское — с. Лесное, - Медовеевкое — с. Медовеевка, - Новогинское — с. Новогинка, - Пиленковское — с. Пиленково, - Эсто-Садокское — с. Эстосадок. |